# Jiujiang (Wuhu)
Jiujiang (en chino, 鸠江; pinyin, Jiūjiāng, léase Chiú-Chiáng) es un distrito urbano bajo la administración directa de la Prefectura Wuhu en la Provincia de Anhui, República Popular China.  Su área es de 870 km² y su población total para 2010 superó los 420 mil habitantes.

## Toponimia
En la antigüedad, habían muchas palomas aquí. El río que atraviesa la ciudad se conocía comúnmente como "palomas", por eso se llamó al distrito Jiu-Jiang que significa 'río de palomas'.

## Administración
Desde julio de 2023, el  Distrito Jiujiang se divide en 11 pueblos que se administran en 7 subdistritos y 4  poblados.